# Rodrigo da Costa (Beamter)

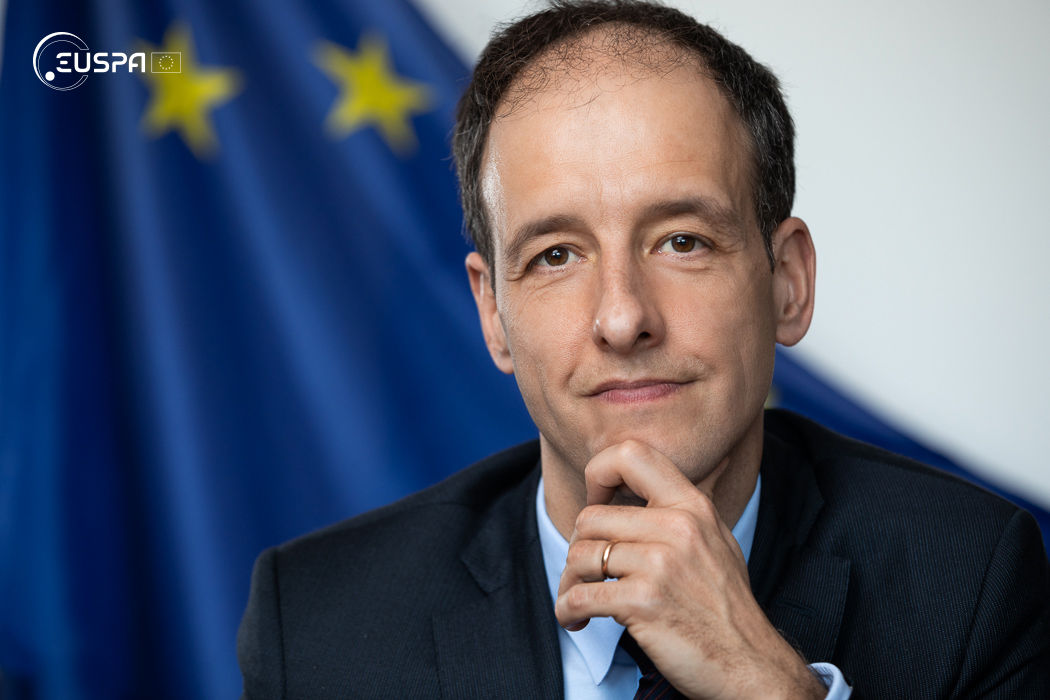
Rodrigo da Costa (2021)

Rodrigo da Costa (* 1978 in Chaves) ist ein portugiesischer hoher Beamter der Europäischen Union. Seit Oktober 2020 leitet er als Exekutivdirektor die Agentur der Europäischen Union für das Weltraumprogramm (EUSPA), bis 2021 unter dem Namen Agentur für das Europäische GNSS (GSA).

## Leben
Rodrigo da Costa wurde als Sohn eines Rechtsanwaltes und einer Lehrerin im nordportugiesischen Chaves geboren. Er machte sein Abitur mit der Note 19 (Höchstnote ist 20) und studierte danach am Instituto Superior Técnico in Lissabon Luft- und Raumfahrttechnik mit Masterabschluss 2001 an der Technischen Universität Delft in den Niederlanden. Er besitzt zusätzlich einen MBA. Anschließend war er in verschiedenen Positionen für Airbus Defence and Space tätig, zuletzt als Director Future Projects and Business Development von 2012 bis 2017.
Er trat 2017 in der damaligen GSA in den Dienst der Europäischen Union, zunächst als Programme Manager mit Zuständigkeit für die Praxiseinführung des europäischen Satellitennavigationssystems Galileo. In der Leitung der Agentur war seine erste Hauptaufgabe die Umgestaltung der GSA zur Weltraumagentur EUSPA.